# Input/Output operations Per Second

Zufälliger Zugriff im Vergleich zu sequentiellem Zugriff

Input/Output operations Per Second, kurz IOPS, ist eine Computer-Benchmark-Angabe von Datenträgern. Sie gibt an, wie viele Ein- und Ausgabe-Befehle pro Sekunde durchgeführt werden können. Dabei kann die Angabe genauer spezifiziert werden:
Total IOPS
Durchschnittliche Anzahl von Ein-/Ausgaben pro Sekunde
Read IOPS
Durchschnittliche Anzahl von Ausgaben pro Sekunde
Write IOPS
Durchschnittliche Anzahl von Eingaben pro Sekunde
Je größer der IOPS-Wert ist, desto schneller ist der Datenträger. Neue Speichermedien, wie eine SSD, erreichen bis zu 50.000–100.000 IOPS. SSDs mit Phison PS3110-S10-Controller sollen bis zu 110.000 IOPS erreichen (Stand Mai 2017) der Phison E18 sogar 1,25 Mio. IOPS (Stand März 2021). Stand Ende 2023 sind Werte von bis zu 1,5 Mio./1,6 Mio. IOPs lesend/schreibend, Phison PS5026-E26, 8 Kanäle. Die Leistung konventioneller Festplatten hängt von der Umdrehungszahl und der zugehörigen Elektronik ab. S-ATA-II-Festplatten mit 7200 min−1 und einer mittleren Zugriffszeit von 5 bis 6 ms erreichen ca. 120 IOPS, während FC-Festplatten mit 15k min−1 ungefähr 340 IOPS erreichen können.
Während Festplatten Leistung liefern, begrenzen die vorgeschalteten RAID-Controller diese Leistung. Ein Enterprise-Virtual-Array-System erreicht 210.000 IOPS (EVA8100). Um diese Leistung dauerhaft zu erzielen, benötigt es rechnerisch mindestens 620 Festplatten. Werden höhere Werte als die Summe aller Festplatten erzielt, so geht dies nur über die Nutzung der Caches, d. h. des Hauptspeichers des Speichersystems. (Im Bereich Unix und Windows findet das Caching meist in den Servern statt, wodurch niedrige Cache-Hit-Rates im Speichersystem erzielt werden.)

## Kritik
Die gemessenen IOPS-Werte hängen vom Zugriffsmuster (sequentiell/zufällig) sowie von Cache- und/oder I/O-Scheduler-Einstellungen des Festplatten-Controllers bzw. des Betriebssystems ab, deshalb können in der Regel mehr als 120 IOPS bei S-ATA-II-Festplatten (siehe oben) gemessen werden. Insbesondere Herstellerwerte sind deshalb kaum miteinander vergleichbar; auch eine Aussage zu der eigenen praktischen Verwertbarkeit ist aus den Papierdaten nicht zu ersehen. Ebenfalls undefiniert ist der Wert 1 IOPS, was Vergleiche zu Werten in MB/s unmöglich macht. Dem Maß IOPS fehlt somit jede Wissenschaftlichkeit und ist nur als relative Messgröße in einer definierten Umgebung aussagekräftig.
Sinnvoll eingesetzt werden kann der Wert damit jedoch innerhalb eines Rechenzentrums, um beispielsweise die bestmögliche Plattenkonfiguration eines Servers zu finden. Hier hilft es auch, wenn Anwendungshersteller einen applikationsnahen Test mitliefern, wie es Oracle für seine Datenbank ab Version 11.1 praktiziert.